# Piers Paul Read
Piers Paul Read   (Beaconsfield, 7 de març de 1941) és un escriptor anglès.

## Biografia
Fill del poeta, crític d'art i teòric de l'anarquisme Sir Herbert Read, Read va ser educat a St. John 's College, Cambridge, on va estudiar Història. Es va donar a conèixer per primera vegada el 1974 amb la publicació del llibre Alive: The Story of the Andes Survivors (Viuen!), basat en el famós accident aeri dels Andes, del qual se'n va fer una adaptació cinematogràfica de gran èxit.
Les seves novel·les estan altament influenciades per la seva fe catòlica i contenen un alt grau de crítica social envers la moral i els costums de les classes mitjanes altes britàniques. Així, les seves històries, la majoria de les quals situades a Europa, se solen centrar en temes religiosos com la culpa o la redempció, amb altres elements de la ficció popular, com el thriller, l'espionatge, a més de les teories conspiratòries.
A més de les seves de ficció, Read també és dramaturg i guionista de televisió, i autor de biografies autoritzades i llibres d'història popular destinats a un públic general. Read ha treballat i viscut tant al Regne Unit com als Estats Units, on ha publicat molts dels seus treballs recents.

## Obres

### Ficció
- Game in Heaven with Tussy Marx (1966)
- The Junkers (1968)
- Monk Dawson (1969)
- The Professor's Daughter (1971)
- The Upstart (1973)
- Polonaise (1976)
- A Married Man (1979)
- The Villa Golitsyn (1981)
- The Free Frenchman (1986)
- A Season in the West (1988)
- On the Third Day (1990)
- A Patriot in Berlin (1995)
- Knights of the Cross (1997)
- Alice in Exile (2001)
- The Death of a Pope (2009)
- The Misogynist (2010)
- Scarpia (2015)

### No-ficció
- Alive: The Story of the Andes Survivors (1974)
- The Train Robbers (1978)
- Quo Vadis? The Subversion of the Catholic Church (1991)
- Ablaze: The Story of Chernobyl (1993)
- The Templars: The Dramatic History of the Knights Templar, the Most Powerful Military Order of the Crusades (1999)
- Alec Guinness. The Authorised Biography (2003)
- Hell and Other Destinations (títol als EUA: Hell and Other Essays) (2006)
- The Dreyfus Affair: The Story of the Most Infamous Miscarriage of Justice in French History (2012)